# Строилово (Сергиево-Посадский район)
Строилово — деревня в Сергиево-Посадском районе Московской области России, входит в состав сельского поселения Селковское.

## Население
| 1835 | 1850 | 1857 | 1859 | 1895 | 1905 | 1926 | 2002 |
| ---- | ---- | ---- | ---- | ---- | ---- | ---- | ---- |
| 129  | ↗145 | ↘137 | ↘131 | ↗163 | ↘147 | ↗209 | ↘4   |
| 2006 | 2010 |      |      |      |      |      |      |
| ↘2   | ↗9   |      |      |      |      |      |      |

## География
Деревня Строилово расположена на севере Московской области, в северной части Сергиево-Посадского района, примерно в 95 км к северу от Московской кольцевой автодороги и 45 км к северу от станции Сергиев Посад Ярославского направления Московской железной дороги.
В 2 км к западу от деревни проходит автодорога Р104, в 30 км юго-восточнее — Ярославское шоссе М8, в 34 км юго-западнее — Московское большое кольцо А108. Ближайшие населённые пункты — деревни Веригино, Морозово и Полубарское.

## История
В «Списке населённых мест» 1862 года — казённая деревня 2-го стана Переяславского уезда Владимирской губернии по правую сторону Углицкого просёлочного тракта, от границы Александровского уезда к Калязинскому, в 44 верстах от уездного города и 34 верстах от становой квартиры, при колодце, с 18 дворами, красильней и 131 жителем (56 мужчин, 75 женщин).
По данным на 1895 год — деревня Федорцевской волости Переяславского уезда с 163 жителями (74 мужчины, 89 женщин). Основным промыслом населения являлось хлебопашество, 12 человек уезжали в качестве красильщиков по бумаге, шерсти и шёлку на отхожий промысел в Москву и Московскую губернию.
По материалам Всесоюзной переписи населения 1926 года — деревня Полубарского сельсовета Федорцевской волости Сергиевского уезда Московской губернии в 16 км от Угличско-Сергиевского шоссе и 52 км от станции Сергиево Северной железной дороги; проживало 209 человек (88 мужчин, 121 женщина), насчитывалось 41 хозяйство (40 крестьянских).
С 1929 года — населённый пункт Московской области в составе:
- Полубарского сельсовета Константиновского района (1929—1939)[13],
- Веригинского сельсовета Константиновского района (1939—1957)[14],
- Веригинского сельсовета Загорского района (1957—1963, 1965—1991)[15][16],
- Веригинского сельсовета Мытищинского укрупнённого сельского района (1963—1965)[16][17],
- Веригинского сельсовета Сергиево-Посадского района (1991—1994)[17],
- Веригинского сельского округа Сергиево-Посадского района (1994—2006)[18],
- сельского поселения Селковское Сергиево-Посадского района (2006 — н. в.)[19][20].